# Jakobskirche (Weimar)

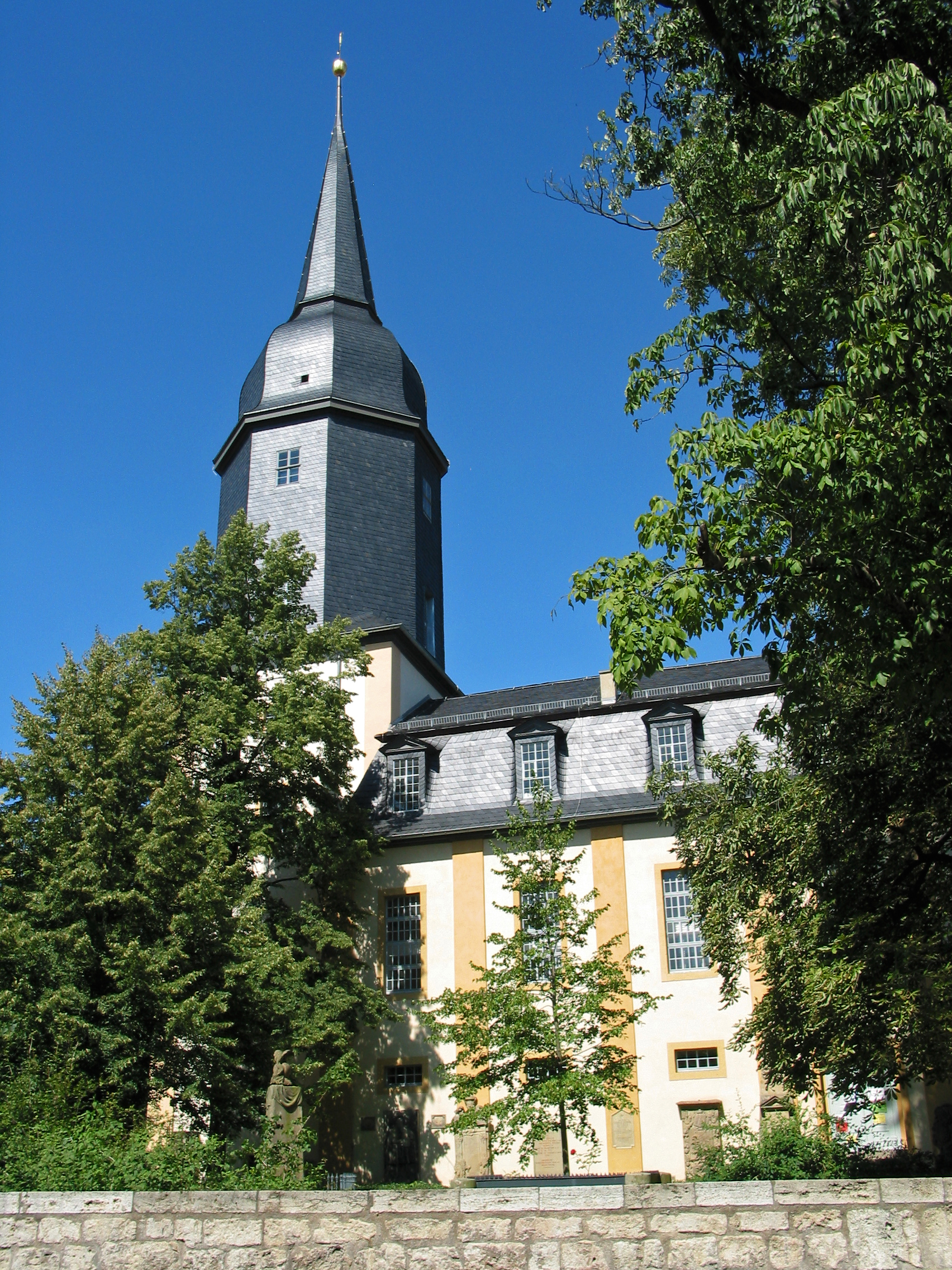
Südansicht der Jakobskirche

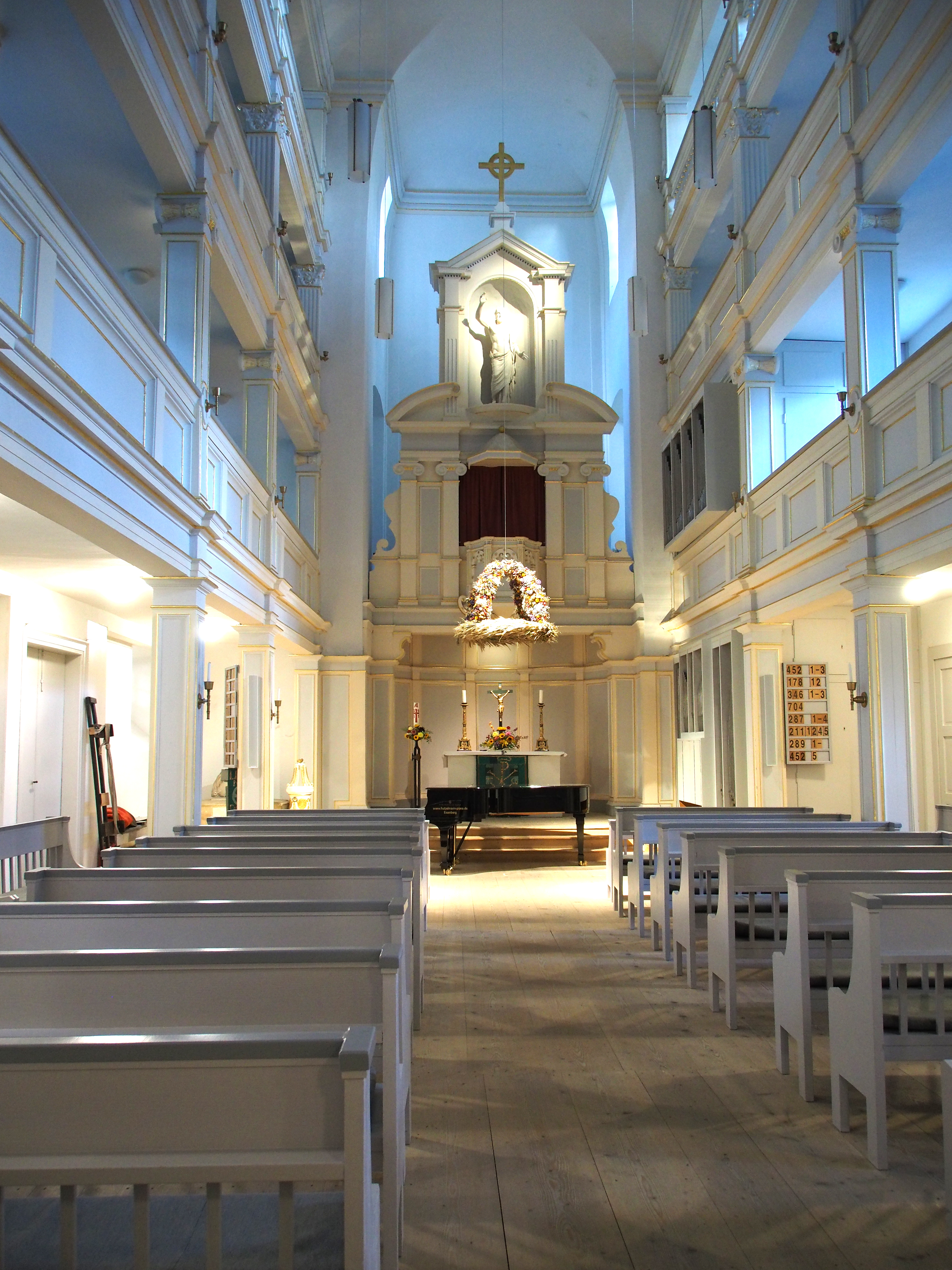
Innenraum mit Altar und Emporen

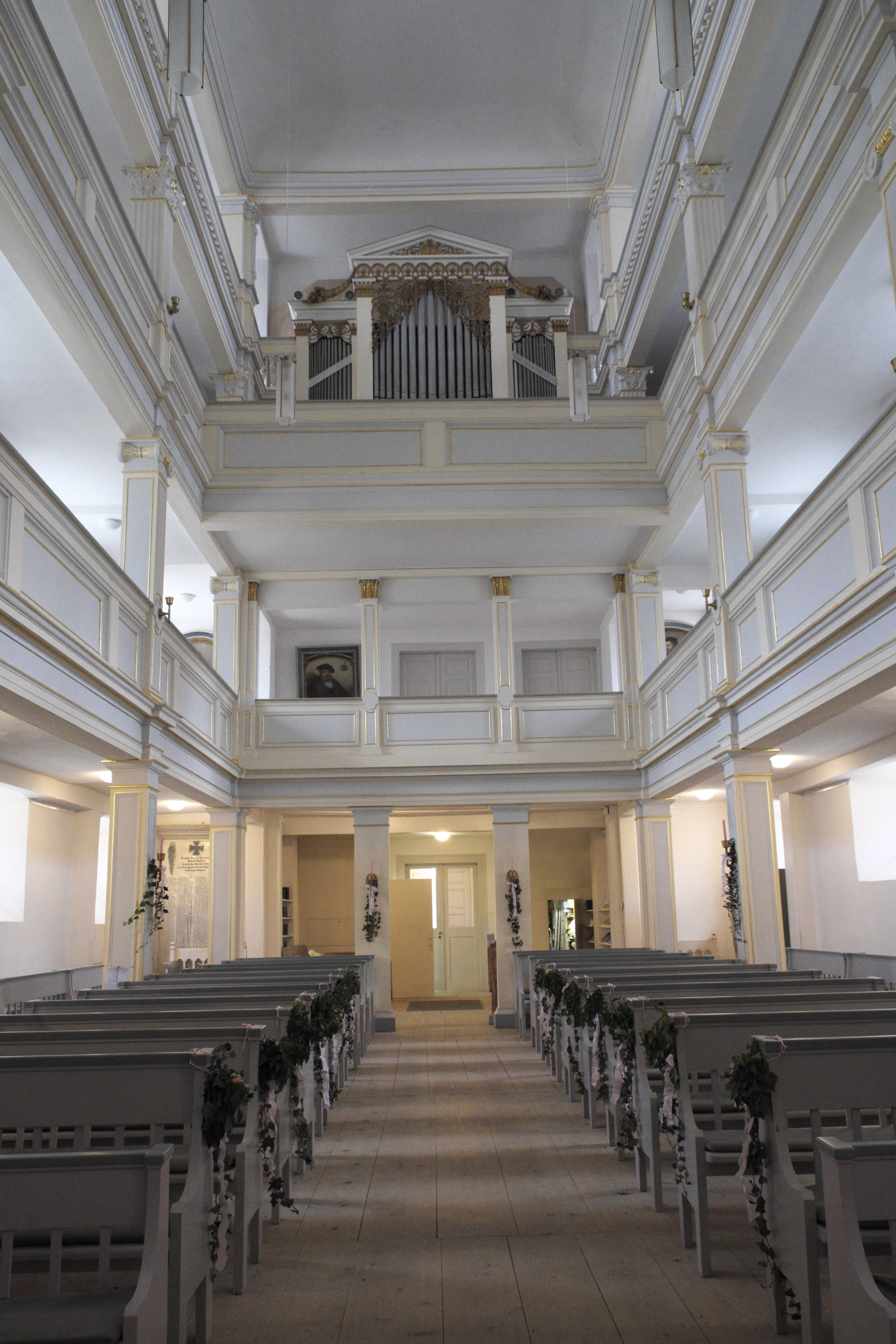
Innenraum mit Orgel

Die Jakobskirche in Weimar ist ein Kirchengebäude des Barock. In ihrer Sakristei wurden Johann Wolfgang von Goethe und Christiane Vulpius getraut.
Der zugehörige Jakobsfriedhof beherbergt unter anderem die Gräber von Lucas Cranach und Friedrich Schiller.
Kirchturm und Türmerstube sind tagsüber öffentlich zugänglich. Trittstufen ermöglichen einen Rundblick über die Stadt durch die kleinen Fenster in der Turmhaube.

## Geschichte
Die Kirche trägt ihren Namen als Station des Jakobsweges nach Santiago de Compostela. Das ursprüngliche Gebäude stand bereits 1168 auf dem danach benannten Jakobshügel. Als im 13. Jahrhundert eine zusammenhängende Stadtmauer entstand, blieb die Kirche außerhalb der Stadtmauern. 1712 wurde das alte Gebäude wegen Baufälligkeit abgetragen. 1713 ließ Herzog Wilhelm Ernst an seiner Stelle eine einschiffige Barockkirche errichten. Dieses dürfte der Landbaumeister Johann Adolph Richter realisiert haben. Nach dem Brand des Weimarer Schlosses wurde die Jakobskirche 1774 zur Hofkirche. Sie diente auch als Garnisonkirche.
Am 19. Oktober 1806 traute Pfarrer Wilhelm Christoph Günther in der Sakristei der Kirche Johann Wolfgang von Goethe und Christiane Vulpius.
Die Restaurierung nach der Besatzung durch die Truppen Napoleons, unter anderem durch den Oberbaudirektor Clemens Wenzeslaus Coudray fachlich begleitet, wurde 1817 abgeschlossen. 

## Ausstattung
Das Mauerwerk der Jakobskirche enthält einen Stein, der auf die Einweihung der ersten Kapelle im Jahr 1168 hinweist.
Die Ausstattung der Umgänge und Emporen erfolgte im klassizistischen Stil. Der von Peter Kaufmann auf dem Hochaltar gestaltete Segnende Christus ist hierbei besonders auffällig, wegen der Bekleidung wie auch der Gestik, die an römische Vorbilder hinweist. Zudem betont seine Umrahmung durch eine Ädikula die Vorbildwirkung der römischen Antike. 
In der Kirche befindet sich der Sarkophag des englischen Malers Charles Gore, der auch Teilnehmer der berühmten Tafelrunden von Herzogin Anna Amalia in Tiefurt gewesen war.
Bei der Einweihung der damals hier befindlichen Orgel von 1721 soll Johann Sebastian Bach anwesend gewesen sein. Das Aussehen des Inneren der Jakobskirche um 1930 ist auf einem Pastell des Weimarer Malers Franz Huth überliefert.
Im Jahr 2007 wurde bei Renovierungsarbeiten am Fußboden der Jakobskirche eine Grabplatte des im Dreißigjährigen Krieg erschossenen Hans Melchior Marschall entdeckt. Die Platte liegt noch immer unter den Dielen der Kirche und ist durch eine im Boden eingelassene Glasplatte mit zuschaltbarer Beleuchtung zu sehen.
Auf dem heute nicht mehr benutzten Jakobsfriedhof befinden sich die Grabmale von Lucas Cranachs dem Älteren, Johann Karl August Musäus und Christiane von Goethe.

## Orgel

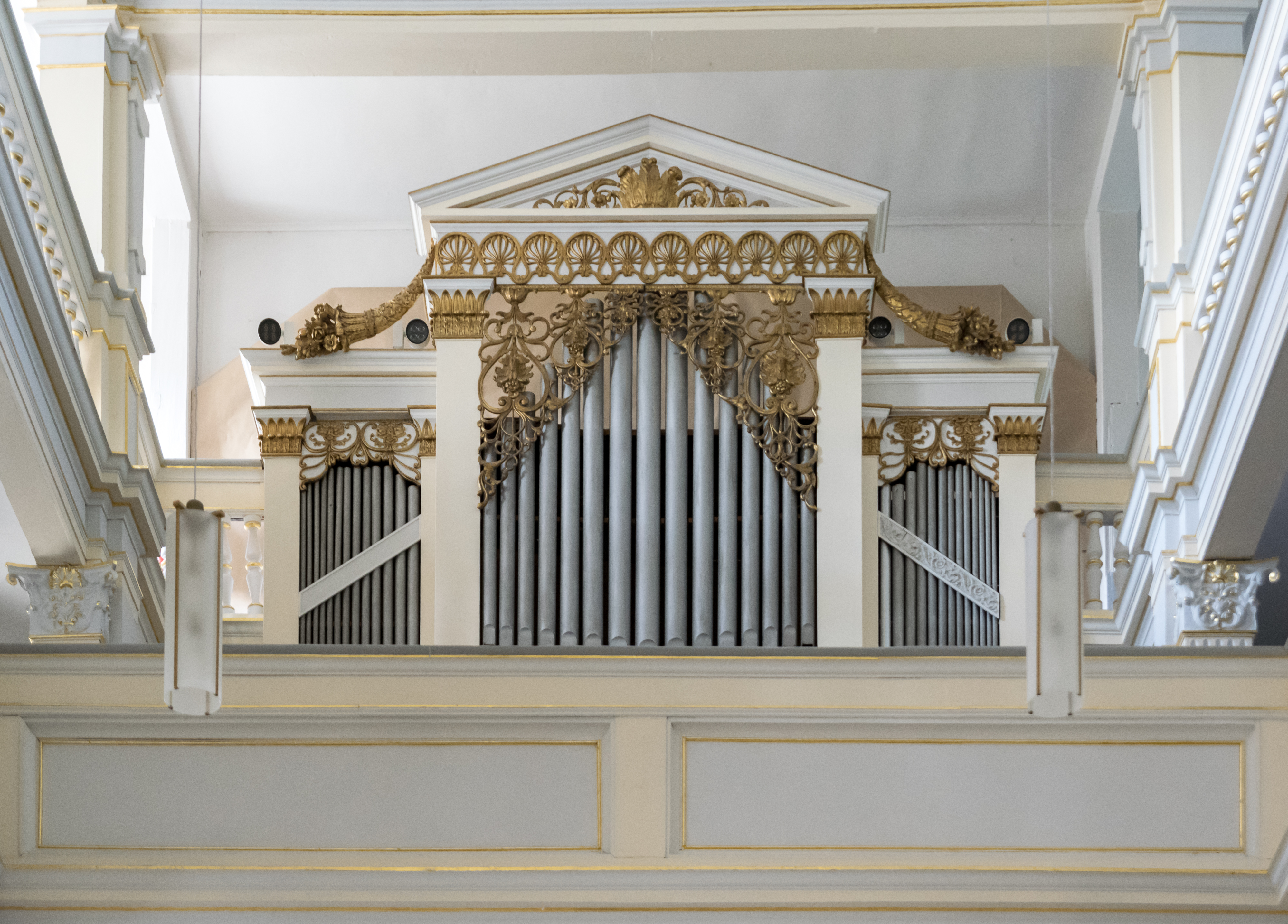
Prospekt der Schulze-Orgel

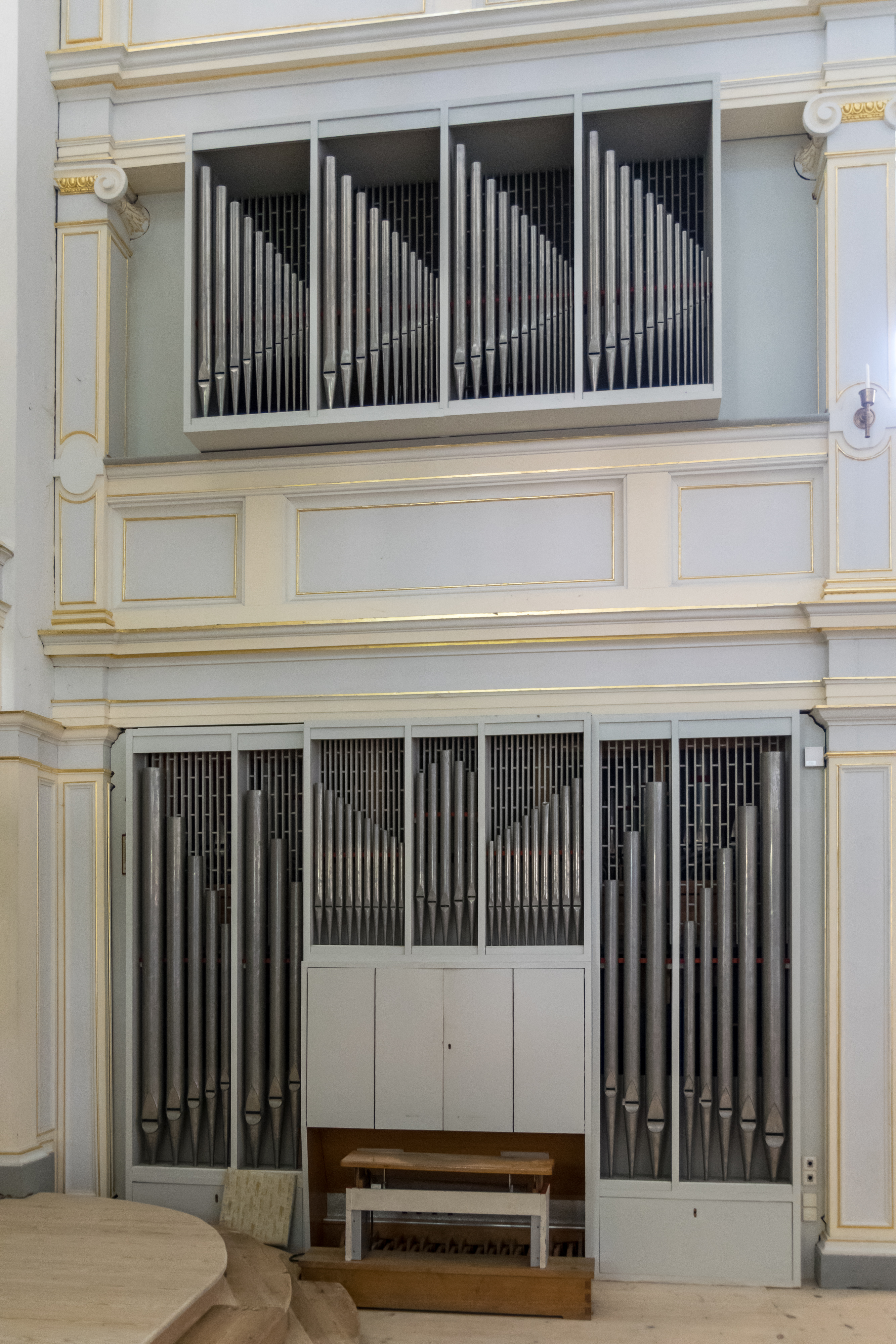
Böhm-Orgel

Die erste Orgel wurde am 1. Dezember 1721 als herzogliche Schenkung geweiht. Gebaut hatte sie Heinrich Nicolaus Trebs aus Weimar. Sei war jener von St. Ursula in Taubach sehr ähnlich. Das Instrument hatte 18 Register. 
Am 31. Oktober 1817 erfolgte die Weihe der von Johann Christoph Friedrich Schulze aus Milbitz gebauten neuen Orgel. Von der Schulze-Orgel ist nur noch der Prospekt auf der Westempore erhalten. Mit Gottes Hülfe ward dieses Werk von treuer und geschickter Künstlerhand ausgeführt, es steht nun in einfach-schöner und wohlgefälliger Gestalt vor unseren Augen, um das günstige Urtheil derer, welche es kunstverständiger Prüfung unterworfen, öffentlich zu bewähren, sagte Johann Friedrich Röhr 1824. 1863 erfolgte durch Karl Friedrich Peternell aus Seligenthal eine Reparatur und die Ergänzung von zwei neuen Registern. Den gutachterlichen Bericht verfasste Johann Gottlob Töpfer. 
1884/1885 wurde durch Adam Eifert aus Stadtilm als op. 45 ein Umbau mit nun 22 Registern getätigt. 1947 nahm Paul Laubs (Erfurt) sowohl eine Pneumatisierung, als auch Erweiterung auf nunmehr 33 Register und drei Manuale vor, was auch an der Orgel vermerkt wurde.
Die heutige Orgel wurde 1977 von dem Orgelbauer Gerhard Böhm aus Gotha erbaut. Sie befindet sich rechts im Altarraum und hat 17 Register auf zwei Manualen und Pedal mit mechanischen Schleifladen. Die Spiel- und Registertrakturen sind mechanisch.
| I Hauptwerk C–g3 |             |       |
| 1.               | Principal   | 8′    |
| 2.               | Koppelflöte | 8′    |
| 3.               | Octave      | 4′    |
| 4.               | Nasard      | 2 ⁄3′ |
| 5.               | Waldflöte   | 2′    |
| 6.               | Mixtur IV   | 1 ⁄3′ |
|                  | Tremulant   |       |

| II Brustwerk C–g3 |                 |       |
| 7.                | Weitgedackt     | 8′    |
| 8.                | Blockflöte      | 4′    |
| 9.                | Principal       | 2′    |
| 10.               | Superoctave     | 1′    |
| 11.               | Sesquialtera II | 2 ⁄3′ |
| 12.               | Scharff III     | 2⁄3′  |
| 13.               | Krummhorn       | 8′    |
|                   | Tremulant       |       |

| Pedal C–f1 |               |     |
| 14.        | Subbass       | 16′ |
| 15.        | Kupferoktave  | 8′  |
| 16.        | Nachthorn     | 4′  |
| 17.        | Trompetenbass | 8′  |

- Koppeln: II/I, I/P

## Glocken
Im Turm hängen heute im historischen Holzglockenstuhl drei Glocken. Die älteste wurde 1631 von den Erfurter Glockengießern Hieronymus und Melchior Möhring gegossen und hing, nachdem sie im Dreißigjährigen Krieg von Herzog Wilhelm aus dem Kloster Gerode im Eichsfeld ins Schloss-Glockenhaus verbracht wurde, bis 1713 im Schlosskirchturm. Dies war das Jahr, als er sein fünfstimmiges Geläut von Nicolaus Jonas Sorber erhielt. Die beiden anderen Glocken goss die Firma Schilling aus Apolda. Sie alle tragen die Tradition und Geschichte mehrerer Vorgängerglocken in sich.
| Foto | Gießer/ Gießort                             | Gussart | Jahr | Ø (mm) | Gewicht (kg) | Nominal | Glockenzier und Inschriften | Glockengeschichte |
| ---- | ------------------------------------------- | ------- | ---- | ------ | ------------ | ------- | --- | --- |
|      | Franz Schilling Söhne (Apolda)              | Bronze  | 1964 | 1140   | 1000         | fis1    | Trinitatis-Geläut – „Vater“; Hals Gießerzeichen und langgestrecktes Salbeiblatt Schulter /Also hat GOTT Die Welt geliebt Daß er seinen eingeborenen SOHN [gr. Kreuz]//gab auf Daß alle die an IHN glauben nicht verloren werden / SONDERN DAS//EWIGE LEBEN HABEN / Flanke Relief Krippe und Kreuz Flanke (andere Seite) Relief Kreuz und geöffnetes Grab [Christi Auferstehung] | 1614: Bronzeglocke Hieronymus Moeringk (Erfurt), aus Niedergrunstedt requiriert; 1713: Rückgabe nach Niedergrunstedt; 1713: Bronzeglocke Nicolaus Jonas Sorber (Weimar); 1872: gesprungen; 1876: Bronzeglocke Gebrüder Ulrich (Apolda); 1917: kriegsbedingter Verlust (eingeschmolzen); 1930: Bronzeglocke Franz Schilling Söhne(Apolda); Verlust im Zweiten Weltkrieg (eingeschmolzen) |
|      | Hieronymus und Melchior Moering[k] (Erfurt) | Bronze  | 1631 | 1005   | 630          | g1      | Marienglocke – später „Sohn“ genannt; Schulter fünf stegbegrenzte Bänder (zwei und vier mit Inschrift) / ANNO • M • DC • XXXI • DA GOSSEN MICH HIERONYMUS UND MELCHIOR MEHRINGE • ZV ERFFURT • IM NAMEN GOTTES.//[Palmette] DIE ZEIT • REGIERTE HERR • IOHANNE BRAVER [Palmette] ABBATE • IN GERODA • GLORIA IN EXCELSIS DEO • AMEN • / Fries aus Rankenvoluten mit Rehen und Vögeln Flanke (in Viertel geteilt) (1) Relief Erzengel Michael (2) Relief Christus am Kreuz (3) Relief Mondsichelmadonna mit dem Kind (4) Relief Erzengel Michael mit Schwert und Waage Wolm zwei Rundstege Schlag zwei Rundstege | im Dreißigjährigen Krieg von Herzog Wilhelm aus Kloster Gerode im Eichsfeld in Schloss-Glockenhaus verbracht; 1713: von Schlosskapelle in Jakobskirche verbracht; 2. Weltkrieg nach Hamburg abgeliefert (11-23-375); 1950: Rückkehr [2. Liste 19.1.1951] |
|      | Franz Schilling Söhne (Apolda)              | Bronze  | 1964 | 820    | 452          | h1      | Trinitatis-Geläut – „Heiliger Geist“; Hals Gießerzeichen; langgestrecktes Salbeiblatt; Schulter /Komm heiliger GEIST erfüll die HERZEN deiner GLÄUBIGEN/ /Und entzünd in Ihnen das FEUER deiner göttlichen LIEBE (♰ zwischen den Zeilen am Ende)/ Flanke Relief einer Taube | 1713: Bronzeglocke Nicolaus Jonas Sorber (Weimar); 1917: eingeschmolzen; 1930: Bronzeglocke Franz Schilling Söhne (Apolda); Verlust im Zweiten Weltkrieg (eingeschmolzen) |

## Pfarrer Erich Kranz (1977–1994)
Pfarrer Erich Kranz (1929–1999) wirkte von 1977 bis 1994 als Pfarrer der Jakobskirchgemeinde und als Stadtjugendpfarrer. Im Herbst 1989 war er einer der Initiatoren und Identifikationsfiguren der Friedlichen Revolution in der Region. Die Stadt Weimar würdigte diese Verdienste und ernannte Kranz 1991 zu ihrem Ehrenbürger. 2013 ehrte die Jakobskirchgemeinde ihren einstigen Pfarrer und dankte ihm mit einem Porträt-Buch.